# تلگرام در ایران
پیام‌رسان تلگرام در ایران قبل از فیلترینگ، دارای حدود ۴۰ میلیون کاربر فعال بود. و ۶۰ درصد از پهنای باند اینترنت این کشور صرف استفاده از این برنامه می‌شد. حتی پس از گذشت ۶ سال از فیلتر شدن تلگرام در ایران، هنوز بیش از ۴۰ میلیون کاربر فعال دارد.
پس از اختلالات ایجاد شده توسط دولت ایران برای استفاده از وایبر و لاین، توجه مردم ایران به سمت پیام‌رسان تلگرام جلب شد. از جمله عللی که باعث این امر شد، می‌توان به سرعت و امنیت بالای این پیام‌رسان اشاره کرد به علاوه اینکه امکان انتقال گروه‌ها از نرم‌افزارهای قدیمی به این نرم‌افزار با استفاده از لینک‌های دعوت وجود داشت. اضافه بر این در این پیام رسان، محدودیت تعداد عضوگیری در گروه‌ها، از ۵۰ عضو در وایبر به ۲۰۰۰۰۰ عضو افزایش می‌یافت و امکان تبادل فایل‌ها با حجم بینهایت ممکن بود.
نظام جمهوری اسلامی ایران بارها بحث فیلترینگ تلگرام را مورد بررسی قرار داد و همواره محدودیت‌هایی را برای دسترسی کاربران به آن اعمال کرده است به گونه‌ای که دسترسی کاربران به این پیام‌رسان همواره با اختلالات جدی مواجه می‌شده است.
طی تظاهرات ۸ دی ماه سال ۱۳۹۶ تلگرام به مدت بیش از یک هفته از دسترس کاربران ایرانی خارج شد و بالاخره در تاریخ ۲۳ دی ماه ۱۳۹۶ مجدداً در دسترس قرار گرفت.
تلگرام در ۱۰ اردیبهشت ۹۷ مجدداً در ایران به دستور قضایی از دسترسی کاربران خارج شد. در دستور قضایی دادستانی تهران آمده بود که تلگرام باید به گونه ای فیلتر شود که حتی با ابزارهایی شبیه فیلترشکن هم قابل دستیابی نباشد.
تجربه دو بار فیلتر شدن تلگرام در ایران نشان می‌دهد کاربران ایرانی نه به پیام‌رسان‌های خارجی مانند واتس‌اپ مهاجرت کردند و نه مشتری پیام‌رسان‌های داخلی مانند سروش شدند، بلکه در جستجوی فیلترشکن بوده‌اند. در نظرسنجی ای که در مهر ماه ۱۳۹۷، حدود ۶ ماه پس از فیلترینگ تلگرام، توسط مرکز افکارسنجی دانشجویان ایران انجام شد، مشخص شد که علی‌رغم فشار گسترده حکومت ایران برای مجبور کردن مردم به استفاده از پیام رسان‌های داخلی به جای تلگرام، باز هم اکثریت کاربران از این پیام رسان استفاده می‌کنند. طبق این نظرسنجی، ۶۲٫۵ درصد از پاسخگویان اعلام کردند قبل از فیلتر تلگرام از این پیام‌رسان استفاده می‌کردند و در مهر ماه ۱۳۹۷، ۴۷٫۳ درصد از کل پاسخگویان اعلام کرده‌اند همچنان از تلگرام استفاده می‌کنند که این عدد نسبت به خرداد ماه تقریباً ثابت مانده است. نتایج نظرسنجی مرکز افکارسنجی دانشجویان ایران (ایسپا) در اسفند ماه ۹۷، ۷۱ درصد جوانان ۱۸ تا ۲۹ ساله از تلگرام استفاده می‌کنند.

## درخواست مقامات ایران
پاول دورف مدیر عامل سیستم پیام‌رسانی تلگرام می‌گوید که پس از رد درخواست همکاری مقام‌های ایران برای دستیابی به اطلاعات شهروندان این کشور، این شبکه برای ساعاتی در ایران مسدود اما فعلاً رفع فیلتر شده است.
او ساعاتی پس از اعلام خبر انسداد تلگرام در ایران گفت: «ایران فعلاً انسداد تلگرام را رفع کرده است. تا ببینیم فردا چه می‌شود.»
او همچنین گفت که ایران «در طول هفته گذشته نیمی از ترافیک تلگرام را متوقف کرد و امروز ما را برای دو ساعت به‌طور کامل مسدود کرد (همان زمان که خبر را اعلام کردیم) و حالا به نظر می‌رسد پس از انتشار خبر تصمیم گرفته باشند انسداد ما را بردارند.»
وی پیش‌بینی کرد که ایران، فردا با ارائه توضیحی رسمی، انسداد را از سر خواهد گرفت.
او در پیام اولیه خود در مورد شروع انسداد نوشته بود: «مقام‌های ایرانی می‌خواهند از تلگرام برای جاسوسی از شهروندان خود استفاده کنند. ما نمی‌توانیم در این زمینه به آن‌ها کمک کنیم و نخواهیم کرد.»
بعدها آذری جهرمی مذاکرات با مدیران تلگرام را تأیید کرد.
از آنجا که برخی مدعی بودند در مذاکره با تلگرام تخلفاتی رخ داده است گروهی از نمایندگان مجلس موظف به پیگیری موضوع شدند تا بررسی کنند که آیا تخلفی در این مذاکرات رخ داده یا خیر. در تاریخ ۲۵ آذر ۹۷ سید جواد حسینی کیا، نماینده سنقر عضو کمیسیون صنایع و معادن اعلام کرد: «بر اساس ارائه گزارش‌ها و مباحث مطرح شده هیچ تخلفی در انجام مذاکرات برای کمیسیون محرز نشد. اما این به معنی رفع فیلتر تلگرام نیست.»

## گستردگی کاربرد تلگرام در ایران
تا شهریور ۱۳۹۵، بیش از ۲۰ میلیون کاربر ایرانی در تلگرام فعالیت می‌کردند.
این آمار در نیمه سال ۱۳۹۶ به ۴۰ میلیون کاربر ایرانی رسید.
این میزان استفاده از تلگرام باعث شده تا ۶۰ درصد پهنای باند کشور به استفاده از این پیام‌رسان اختصاص یابد.
طبق تحقیقی که در مهر ماه ۱۳۹۶ انجام شد، از ۳۷۰۷ نفر از ایرانیان بین ۱۸ تا ۶۵ سال در مورد میزان استفاده از تلگرام سؤال شد که نتایج نشان داد که حدود ۹۰٪ آنان روزانه بیش از یک ساعت از وقت خود را به تلگرام اختصاص می‌دهند. در این بین حدود ۶۰٪ افراد از تلگرام برای گفتگو با دوستان و آشنایان و حدود ۱۸٪ برای سرگرمی و تفریح از آن استفاده می‌کردند.
براین اساس بررسی مرکز پژوهشی بتا که در سال ۱۳۹۹ انجام شده است و در خبرگزاری فارس منتشر شد مشخص شد که تلگرام بیش از ۴۹ میلیون کاربر ایرانی دارد. این بستر در حال حاضر بیش از ۲ میلیون کانال دارد که در طول سال بیش از ۵۰۰ میلیون پست منتشر می‌کنند. این تعداد پست در مجموع بیش از ۱۰۰ میلیارد نمایش به خود اختصاص می‌دهد که این نشان گر آن است که هنوز تلگرام به عنوان پیام رسان در کاربردهای مختلف برای کاربران ایرانی کارد دارد. این پیام رسان در کل جهان بیش از ۴۰۰ میلیون دنبال کننده دارد که در حال حاضر ۴۹ میلیون آن ایرانی هستند. همچنین در بررسی این مرکز مشخص شد بیش از ۲ میلیون سوپر گروه فعال و پر مخاطب که سهم جدی در میان کاربران دارند در حال حاضر در حال فعالیت هستند.

### دلایل محبوبیت تلگرام در ایران
تلگرام در ایران محبوب‌ترین اپلیکیشن پیام‌رسان محسوب می‌شد، تعداد زیادی از کاربران امکانات منحصربه‌فرد تلگرام را به‌عنوان دلیل انتخاب آن مطرح کرده‌اند؛ آن‌ها امکانات بهتر تلگرام ازجمله «کانال‌ها»، «استیکر» و «مالتی پلتفرم» بودن (البته در بین این‌ها به‌طور ویژه کانال‌ها) را دلیل این موضوع می‌دانند؛ و صدالبته مسدود بودن شبکه‌های اجتماعی دیگر نظیر فیس‌بوک نیز نقش مؤثری در این محبوبیت داشته است.

## تأثیر تلگرام در انتخابات ایران
تلگرام و شبکه‌های اجتماعی یکی از دلایل باخت اصولگرایان در انتخابات ریاست جمهوری ۱۳۹۲ و مجلس شورای اسلامی و حذف چهره‌های شاخص مجلس خبرگان رهبری به گفته چند چهره شاخص این جناح بود.

گسترش شبکه‌های اجتماعی بالاخص تلگرام غالباً توسط جناح محافظه کار اصولگرا
قوه قضائیه و سپاه و برخی چهره‌های مذهبی و صدا و سیما مورد مخالفت بوده و آن را موجب تضعیف نظام و اسلام دانسته‌اند.

## قوانین ایران برای تلگرام
در اردیبهشت ۱۳۹۵ مطابق مصوبه شورای عالی فضای مجازی به این شبکه اجتماعی ۱۲ ماه مهلت داده شده که سرورها را به ایران منتقل کنند. هر چند که پاول دورف اعلام کرد که هیچ‌یک از سرورهای تلگرام به ایران منتقل نخواهند شد.

## فیلترینگ

به‌طور کامل بسته شده
برخی دسترسی‌ها (از جمله تماس صوتی) بسته شده یا نرم‌افزار به‌طور موقت بسته شده

دولت ایران در ادامهٔ فیلترینگ پیام رسان‌ها و شبکه‌های اجتماعی در ایران بارها دسترسی به پیام‌رسان تلگرام را با اختلال مواجه کرده است.
روز شنبه ۱۹ اردیبهشت ۱۳۹۴، شرکت مخابرات در خدمات اینترنتی خود سرویس پیام‌رسان تلگرام را در برخی از نقاط استان تهران و برخی استان‌ها بدون اطلاع قبلی مسدود و از دسترس کاربران خود خارج کرد. هر چند که این اختلال به صورت سراسری و فراگیر برای تمام کاربران اعمال نشده بود.
در اوت ۲۰۱۵ وزارت ارتباطات و فناوری اطلاعات ایران اعلام کرد که تلگرام موافقت کرده است که بر اساس درخواست دولت ایران برخی ربات‌ها و بسته‌های برچسب آن را محدود کند. براساس یک مقاله منتشر شده در Global Voices، این ویژگی‌ها توسط ایرانیان مورد استفاده قرار گرفت تا «به اشتراک گذاشتن نظراتی در مورد دولت ایران» بپردازند. این مقاله همچنین اشاره کرد که «برخی از کاربران نگران تمایل تلگرام به پاسخگویی به درخواست‌های دولت ایران مبنی بر مشارکت در آینده با سانسور دولت ایران یا حتی اجازه دسترسی دولت به اطلاعات تلگرام در مورد کاربران ایرانی هستند.» تلگرام اظهار داشت که همه چت‌های تلگرام حریم خصوصی هستند و هیچ درخواستی راجع به آن‌ها انجام نمی‌دهند. فقط درخواست‌های مربوط به محتوای عمومی (ربات‌ها و بسته‌های برچسب) پردازش می‌شود. در ماه مه سال ۲۰۱۶، دولت ایران از تمام برنامه‌های پیام‌رسانی از جمله تلگرام خواسته بود تا تمام اطلاعات کاربران ایرانی را به سرورهای ایران انتقال دهند. در تاریخ ۲۰ آوریل ۲۰۱۷، دولت ایران به‌طور کامل تماس‌های تلفنی جدید تلگرام را مسدود کرد، این سرویس به افراد اجازه می‌دهد تا از طریق ایمن و با رمزنگاری مکالمات خود را به‌طور خصوصی برقرار کنند.

### فیلترینگ تماس صوتی
تنها یک روز پس از اینکه تلگرام امکان برقراری تماس صوتی در این پیام‌رسان را فعال کرد، قابلیت برقراری تماس صوتی به‌طور کامل مسدود شد. پاول دورف در پاسخ به کاربرانی که علت انسداد تماس صوتی در ایران را از وی جویا شده بودند نوشت: «برای اینکه ارائه دهندگان خدمات اینترنت در ایران دوباره آن را فیلتر کردند». علت این مسدودسازی هزینه پایین تماس از این طریق و ضرر مالی ناشی به اپراتورها اعلام شده است که باعث شده اپراتورها (همراه اول) این امکان را مسدود کنند. هر چند که روابط عمومی ایرانسل اعلام کرد این اپراتور نقشی در اختلال ایجاد شده در تماس صوتی پیام‌رسان تلگرام ندارد. پس از اختلالات ایجاد شده توسط اپراتورهای تلفن همراه، با دستور قضایی این امکان به‌طور کامل فیلتر شد. این در حالیست که محمود واعظی، وزیر ارتباطات و فناوری اطلاعات وقت، با اشاره به راه‌اندازی تلگرام صوتی، تأکید کرده بود: این امر با مجوز وزارت ارتباطات انجام شده و اگر مشکلی در این زمینه وجود داشت، تلگرام صوتی راه‌اندازی نمی‌شد.

### مسدود شدن تلگرام در پی اعتراضات سراسری
در پی اعتراضات سراسری ایران و برای جلوگیری از آشوب‌ها، سطوح عالی امنیتی تصمیم به قطع کامل شبکه‌های اجتماعی، از جمله تلگرام و اینستاگرام گرفت. هر چند گفته شد که این فیلترینگ موقتی خواهد بود.
در تاریخ ۱۰ دی ماه ۱۳۹۶، در پی اقدام یک کانال تلگرامی به آموزش چگونگی ساخت بمب‌های دست‌ساز، آذری جهرمی، وزیر وقت ارتباطات، در توئیتی از پاول دورف خواست که این کانال را مسدود کند. دورف در پاسخ گفت که در صورتی که این کانال قوانین تلگرام را نقض کرده باشد، آن را مسدود خواهند کرد و در نهایت کانال آمدنیوز مسدود شد. گروه مخالف قول داد که قوانین تلگرام را رعایت کند و یک کانال جدید ایجاد کرد که ۷۰۰۰۰۰ مشترک را در کمتر از ۲۴ ساعت جمع‌آوری کرد.
در ۳۱ دسامبر، پس از اینکه این شرکت از بستن کانال‌های اعتراضی مسالمت‌آمیز خودداری کرد، دولت ایران اعلام کرد که تلگرام برای «اطمینان از آرامش و امنیت» به‌طور موقت مسدود شده است.
در پی مسدود شدن تلگرام، خیل عظیمی از مردم به دنبال استفاده از نرم‌افزارهای فیلترشکن یا استفاده از پیام رسان‌های جایگزین رفتند.
با توجه به محدودیت‌هایی که برای تلگرام در تظاهرات سراسری به وجود آمد، سه ساعت پس از مسدود شدن این پیام‌رسان مدیر تلگرام توئیت کرد که نسخه بعدی تلگرام مجهز به یک فیلترشکن قوی درون برنامه‌ای خواهد بود که در این صورت فیلتر کردن و حتی محدودسازی تلگرام برای مدت کم دیگر امکان‌پذیر نخواهد بود.
در شب ۲۳ دی ماه سال ۱۳۹۶ تلگرام رفع فیلتر شد.

### کاهش سرعت
پس از رفع فیلتر تلگرام در ۲۳ دی ماه سال ۱۳۹۶، سرعت انتقال داده در این پیام‌رسان در ایران به شدت افت کرد. این در حالی است که سرعت تبادل اطلاعات با آی‌پی کشورهای دیگر (یا استفاده از فیلترشکن) مشکلی ندارد. به نظر می‌رسد مقامات ایران قصد دارند با پایین آوردن سرعت اتصال تلگرام مردم را وادار به کوچ از این پیام‌رسان کنند.
پاول دورف اعلام کرد که سرعت دسترسی از ایران به تلگرام پس از رفع فیلتر به سرعت آن قبل از فیلتر شدن بازنگشته است و در حال تحلیل ترافیک برای یافتن دلیل آن است.

### تصمیم به فیلتر مجدد
علاءالدین بروجردی با اشاره به موضوع از مدار خارج شدن «تلگرام» اظهار داشت: این تصمیمی است که در بالاترین سطح اتخاذ شده و تلگرام جای خود را به یک سامانه مشابه ملی خواهد داد.

### فیلترینگ تلگرام در سایر کشورها
- در مرداد ماه سال ۱۳۹۴ تلگرام در چین فیلتر شد و این کشور اعلام کرده که تلگرام ابزاری ضد دولت برای مکالمات رمز نگاری شده بین فعالان حقوق بشر است.[۷۰][۷۱]
- در فروردین ماه سال ۱۳۹۷ تلگرام به دلیل امتناع برای تحویل دادن سیستم رمزنگاری پیام‌ها به دولت روسیه بنابر دستور دادگاه در روسیه نیز فیلتر شد، نمایندگان سازمان نظارت بر رسانه‌های روسیه و سازمان امنیت فدرال روسیه در نشست دادگاه اعلام کردند امتناع تلگرام از واگذاری کلیدهای رمزگشایی خود به سرویس‌های اطلاعاتی منافع دولت و جامعه را تهدید کرده و به نفع تروریست‌ها است.[۷۲][۷۳]

## شایعه پولی شدن تلگرام

### ۱۳۹۴
در اواسط بهمن ماه ۱۳۹۴ پیامی ساختگی بین کاربران ایرانی پخش شد مبنی بر اینکه ارسال پیام در تلگرام رایگان نخواهد بود.

### ۱۳۹۶
در فروردین ۱۳۹۶ صدا و سیمای جمهوری اسلامی ایران مدعی شد که امکان تماس صوتی در نسخه جدید تلگرام برای ایرانیان رایگان نخواهد بود.
بعد از انتشار این خبر، اقتصاد آنلاین در کانال تلگرامی خود نوشت که این خبر دروغ ۱۳ بوده است و با انتشار عکسی از توئیت منسوب به مدیرعامل تلگرام، آورده است: ریشه شایعه پولی شدن تماس تلفنی تلگرام، این توئیت فتوشاپ شده است.
اخبار ۲۰:۳۰ صدا و سیمای جمهوری اسلامی ایران بار دیگر در ۴ دی ماه ۱۳۹۶ از پولی شدن تلگرام خبر داد در حالی که وبسایت اصلی تلگرام اعلام کرده است که این نرم‌افزار رایگان است و رایگان باقی خواهد ماند، بدون هیچ‌گونه آگهی و تبلیغ، بدون هزینه‌های اشتراک.

## خروج مسئولان و نهادها از تلگرام
در ۲۹ فروردین ۹۷ کانال تلگرامی KHAMENEI.IR با انتشار پستی، توقف فعالیت خود در تلگرام را اعلام کرد. این کانال به عنوان پایگاه اطلاع‌رسانی دفتر حفظ و نشر آثار سید علی خامنه‌ای شناخته می‌شد.
کانال مذکور علت این کار را حمایت از پیامرسان‌های داخلی و رفع انحصار فضای مجازی از پیامرسان‌های غیر ایرانی عنوان کرد. از این تاریخ به بعد این کانال ارتباطی فعالیت خود را در پیامرسان‌های گپ، سروش و آی گپ ادامه می‌دهد. تعدادی دیگر از مقامات سیاسی از جمله، حسن روحانی، اسحاق جهانگیری، محمود واعظی و سید محمد بطحایی و همچنین برخی نهادها از جمله نهاد ریاست جمهوری، خبرگزاری فارس و باشگاه خبرنگاران جوان نیز اعلام کردند که فعالیت کانالشان در تلگرام را متوقف می‌کنند.
در ۲۱ مهر ۹۷ کمال هادیانفر رئیس پلیس فتا اعلام کرد بر اساس ابلاغ دولت، هیچ دستگاه و نهاد دولتی یا مجموعه‌ای که از بودجه بیت‌المال استفاده می‌کند، اجازه فعالیت در تلگرام را ندارد و این ممنوعیت به‌خصوص برای دستگاه‌ها، سازمان‌ها و نهادهایی که اسناد طبقه‌بندی شده دارند از اهمیت بیشتری برخوردار است.

## بازگشت مجدد مسئولان و نهادها به تلگرام
در تاریخ ۳۰ اردیبهشت ۹۷ کانال تلویزیون نصر با انتشار پیامی فعالیت خود در تلگرام را از سر گرفت.
در تاریخ ۱۹ آبان ۹۷ خبرگزاری فارس و ایسنا فعالیت خود را در برنامه طلاگرام و هاتگرام از سر گرفتند. فارس اعلام کرد این خبرگزاری از تمام ظرفیت‌های قانونی برای انتشار خبر استفاده می‌کند و از آنجا که وزارت ارتباطات و قوه قضائیه، ۲ پیام‌رسان طلاگرام و هاتگرام را قانونی می‌دانند و فیلتر نکرده‌اند، بنابراین برای فعالیت در این پیام‌رسان‌ها، منعی برای خبرگزاری فارس نیست.
کانال تلگرامی خبرگزاری صدا و سیما نیز از فروردین ۹۸ مجدداً فعالیت خود را با انتشار خبرهای مربوط به سیل غرب کشور آغاز کرد.

## قطع دسترسی کاربران از تلگرام
از بامداد یک‌شنبه نهم اردیبهشت‌ماه ۹۷، شبکهٔ تلگرام از دسترس خارج شد.
پاول دورف، مدیرعامل تلگرام در توییتر اعلام کرد که علت قطعی تلگرام مشکل در یکی از سرور کلاسترها است. او ضمن اعلام این خبر از کاربران تلگرام عذرخواهی و اعلام کرد که در ساعات آینده این مشکل حل می‌شود.
بر اساس توئیت دورف، ظاهراً وی به برخی اشکالات سروری در مرکز و در رابطه با کاربران قاره اروپا اشاره کرده و در پیام او به مشکل ارتباط در ایران اشاره نشده است. براساس اطلاعات ارائه‌شده توسط دورف، افزایش دما در برخی از سرورهای مورد استفاده توسط تلگرام باعث شده این پیام‌رسان با مشکل روبرو شود.
براساس توییت صفحهٔ رسمی تلگرام در توئیتر، قطعی برق در آمستردام باعث بروز مشکل فنی و عدم اتصال تلگرام در اروپا، خاورمیانه و شمال آفریقا، روسیه و کشورهای مستقل مشترک‌المنافع شده است.
در توییت جدید تلگرام آمده است که قطعی برق سرورهای این پیام‌رسان در اروپا رفع شده است و به‌زودی کاربران آن در اروپا، خاورمیانه و کشورهای مستقل مشترک‌المنافع قادر به استفاده از آن خواهند بود.

## حکم مسدود سازی کامل تلگرام در ایران
در تاریخ ۱۰ اردیبهشت ۹۷ به دستور قضایی تلگرام از دسترس کاربران ایرانی خارج شد این دستور قضایی مسدودسازی تلگرام از سوی بیژن قاسم‌زاده (بازپرس شعبه دوم دادسرای فرهنگ و رسانه تهران) صادر شد؛ که در آن آمده بود: کلیهٔ ارائه‌دهندگان خدمات دسترسی به اینترنت کشور خصوصاً شرکت ارتباطات زیر ساخت و اپراتورهای تلفن و دارندگان پروانه ارائه خدمات ارتباطات ثابت مکلف هستند از تاریخ ۹۷/۰۲/۱۰ نسبت به اعمال مسدودسازی کامل وب‌سایت و اپلیکیشن شبکهٔ اجتماعی تلگرام اقدام کنند. از جملهٔ دلایلی که برای صدور دستور مسدودسازی پیام‌رسان تلگرام ذکر شده است، می‌توان به موارد زیر اشاره کرد:
- اخلال در وحدت ملی و ایجاد اختلاف بین قشرها جامعه به‌ویژه از طریق طرح مسائل نژادی، قومی در کنار تحریک و اغوای مردم به شورش و آشوب
- جمع‌آوری اطلاعات مردم و کشور و دسترسی بیگانگان به حریم خصوصی و داده‌های شهروندان ایرانی و جاسوسی به نفع اجانب
- انتشار، توزیع و تجارت انواع محتوای مستهجن و خلاف عفت عمومی و گسترش فساد و فحشاء در جامعه
- اهانت به مقدسات و ارزش‌های اسلامی و تبلیغ به نفع فرقه‌های منحرف و مخالف اسلام
- نشر اکاذیب و تشویش اذهان عمومی و لطمه به آسایش عمومی
- قاچاق کالا، ارز، مواد مخدر و سایر کالاهای غیرمجاز
- اقدام علیه امنیت کشور از طریق گروهک‌های تروریستی
- کلاهبرداری، نقض مالکیت معنوی و سایر جرائم مالی
- تبلیغ علیه نظام جمهوری اسلامی ایران
- هتک حیثیت اشخاص

در متن خبر مسدودسازی تلگرام آمده است که پیش از اتخاذ تصمیم در این زمینه، موضوع در جلسات متعدد کارشناسی با حضور متخصصان امر و نمایندگان دستگاه‌های مرتبط، مطرح شده و مورد بررسی قرار گرفته است و آن‌ها نیز نظر کارشناسی خود را مبنی بر لزوم مسدودسازی و جلوگیری از ادامهٔ فعالیت این پیام‌رسان محبوب، اعلام کرده‌اند.
بدین ترتیب، در اجرای مادهٔ ۱۱۴ قانون آیین دادرسی کیفری، مادهٔ ۷۵۱ قانون مجازات اسلامی، به استناد اصل ۱۵۶ قانون اساسی و مواد ۴۹۸، ۵۰۰، ۵۱۲، ۵۱۳، ۵۱۴، ۶۰۹، ۶۱۰، ۶۳۹، ۶۹۷، ۶۹۸، ۷۰۰، ۷۲۹ الی ۷۳۱ و ۷۴۲ الی ۷۵۰ قانون مجازات اسلامی بخش تعزیرات و مادهٔ ۶ قانون مطبوعات، دستور مسدودسازی پیام‌رسان تلگرام صادر می‌شود.
در متن حکم مسدودسازی تلگرام آمده است که اِعمال مسدودسازی باید به‌گونه‌ای باشد که محتوای پیام‌رسان یادشده با هیچ نرم‌افزاری در کشور قابل دسترس نباشد، تخلف از اجرای این دستور موجب تعقیب کیفری خواهد بود.

## فیلتر شدن تلگرام در ایران
در بامداد روز سه شنبه ۱۱ اردیبهشت تلگرام به تدریج با اختلالاتی مواجه شد. همزمان آذری جهرمی وزیر ارتباطات و فناوری اطلاعات در رشته توییتی مخالفت ضمنی خود را با حکم انسداد تلگرام اعلام کرد:
در پی این اقدام، جمعی از وکلای ایرانی از صادرکننده حکم فیلترینگ تلگرام شکایت کردند. موضوع اتهام انتسابی شاکیان به قاسم‌زاده، «سلب آزادی شخصی افراد» از طریق قطع دسترسی آنان به شبکه تلگرام بوده است. قاضی پرونده شاکیان علیه بازپرس صادرکننده حکم فیلتر تلگرام، این شکایت را وارد ندانسته و برای قاسم‌زاده قرار منع تعقیب صادر کرده بود. نخستین جلسه دادگاه رسیدگی به شکایت این افراد در تاریخ ۲۰ خرداد گذشته در دادسرای کارکنان دولت برگزار شد.
طبق ۵۷۰ قانون مجازات اسلامی «هر یک از مقامات و مأموران وابسته به نهادها و دستگاه‌های حکومتی که برخلاف قانون، آزادی شخصی افراد ملت را سلب کند یا آنان را از حقوق مقرر در قانون اساسی جمهوری اسلامی ایران محروم نماید علاوه بر انفصال از خدمت و محرومیت یک تا پنج سال از مشاغل حکومتی به حبس از دو ماه تا سه سال محکوم خواهد شد.»
آزیتا پولادوند، یکی از وکلای شکایت کننده، در این مورد گفت است: «قاضی به بهانه اصل استقلال قضات برای آقای قاسم‌زاده قرار منع تعقیب صادر کرده، در حالی که صدور حکم برای فیلترینگ تلگرام تخلف محسوب می‌شود؛ ولی ما در چهارچوب قانون همین کشور باز هم به این رأی اعتراض می‌کنیم و به راه خود ادامه می‌دهیم.»

### متن توییت آذری جهرمی
1. دسترسی شهروندان به منابع اطلاعات، توقف ناپذیر است؛ هرچند استفاده از یک نرم‌افزار متوقف شود. نرم‌افزارهای بدیل، شناسایی و جریان آزاد اطلاعات، مجدداً فعال و در گردش خواهد بود. این خاصیت و لازمهٔ دسترسی آزاد به اطلاعات در عصر ارتباطات است.[۸۶]
2. فناوری به خودی خود، نه مجرم است نه مفسد و نه منحرف؛ این بشر است که با استفاده نادرست از آن، جرم یا فساد در فضای زندگی مجازی را ترویج می‌کند؛ چندان که در فضای واقعی نیز چنین می‌کند که امریست گریزناپذیر و علی‌حده.[۸۶]
3. توسعه فناوری نیز پیوسته و توقف ناپذیر است، چرا که مکث در این مسیر پرجذب و جوش لایتناهی، آن هم در روزگار سرعت تکنولوژی، بس سخت و متعصب است و خود تحریمی از دنیای نوین عقب ماندگی را به دنبال خواهد داشت.[۸۶]
4. سیاست‌گذاری برای رسانه‌های نوین و به رسمیت شناختن آن‌ها در جهت پاسداشت حقوق شهروندان، نیازمند اقدامی عاجل است که تعارض کشور با شبکه‌های اجتماعی را کاهش و باعث وحدت عمومی و مانع سلب اعتماد خواهد شد.[۸۶]
5. در این میان نباید از عدم وجود استانداردی جهانی برای حفظ حاکمیت کشورها در نرم‌افزارهای فضای مجازی گذشت، این تعارضی است که برای اکثر کشورها وجود دارد. زمانی که مقررات کشورها محترم شمرده نشود، عکس‌العمل حاکمیت‌ها امری غیرطبیعی و غیرمعقول نمی‌نماید.[۸۶]

### شایعه استعفای آذری جهرمی
صبح روز ۱۱ اردیبهشت روحانی در مراسم افتتاح نمایشگاه کتاب تهران شرکت نکرد و شایعاتی مبنی بر استعفای آذری جهرمی در فضای مجازی منتشر شد.
این شایعه ساعتی بعد از طرف دفتر وزیر ارتباطات و فناوری اطلاعات تکذیب شد.
آذری جهرمی در مورد استعفای خود گفت: «نباید اعلام نظرات کارشناسی را استعفا تفسیر کنیم.
در مورد فیلترینگ ما بارها اعلام کرده‌ایم که فیلترینگ تنها راه حل نیست و در مورد چالش‌های آن نیز نظرات را مستدل و مستند به مراجع مربوط اعلام کرده‌ایم.
شواهد حاکی از بروز مشکلاتی در فیلتر تلگرام در روسیه نیز هست و ممکن است اینگونه مشکلات در ایران هم رخ دهد
در هر حال به نظر می‌رسد فراتر از بحث امروز باید سیاست‌گذاری و قانون‌گذاری کشور در مورد رسانه‌های نوین را سریعتر به نتیجه رساند تا دیگر شاهد اینگونه چالشها نباشیم.»

### اخلال در فیلترشکن‌ها
از تاریخ ۱۲ اردیبهشت سال ۱۳۹۷ بسیاری از فیلترشکن‌ها از کار افتادند و برخی دیگر هم با قطعی و وصلی در دسترس بودند.

### مستند بدون فیلتر
مستند بدون فیلتر که از شبکه سه سیما در تاریخ ۱۳ اردیبهشت ۹۷ در ساعت ۲۲:۳۰ پخش شد و ۳۲ دقیقه بود، در مرکز بسیج صدا و سیما تهیه شده است. در مستند بدون فیلتر شبکه سه به‌طور کلی از ابتدا تا انتهای تلگرام روایت می‌شود.
پخش این مستند با واکنش‌های متفاوتی از طرف مردم و مسولان روبرو شد. وزیر ارتباطات و فناوری اطلاعات با هشتگ #مستند_بدون_فیلتر در صفحه شخصی توئیتر خود به تبلیغ مجانی تلگرام توسط صداوسیما در ابتدای راه اندازی کانال، اشاره کرد. محمد جواد آذری جهرمی در کنایه به تبلیغ مجانی تلگرام توسط صداوسیما توئیت کرد: «به خاطر دارم در ابتدای ابداع کانال توسط تلگرام، هر شب پس از اخبار ساعت ۱۹ و در مجله خبری، چند دقیقه‌ای آموزش نحوه پیوستن به کانال باشگاه خبرنگاران جوانرا آموزش می‌داد. این تبلیغ مجانی باعث رشد قابل توجه تلگرام بین همه قشرهای مردم شد.»

### اطلاعیه دولت در مورد فیلترینگ تلگرام
در ۱۴ اردیبهشت ۹۷ صفحه اینستاگرامی حسن روحانی، رئیس‌جمهور در واکنش به فیلترینگ تلگرام متن زیر را منتشر کرد:
سیاست دولت یازدهم و دوازدهم مبتنی بر ایجاد فضای امن مجازی بوده و نه امنیتی و تاکنون هیچ شبکه اجتماعی یا پیام‌رسان «توسط این دولت» مسدود نشده و نخواهد شد. فیلتر و مسدودسازی اخیر تلگرام نیز نه توسط دولت اجرا شده و نه مورد تأیید دولت است.
برای مسدودسازی پیام‌رسان مذکور در تاریخ ۹۷٫۲٫۱۰ حکم قضایی صادر و به همه اپراتورهای موبایل و ارائه‌دهندگان خدمات اینترنتی ابلاغ کردند تا آن‌ها رأساً اقدام به اختلال در ارتباط نمایند. (مشابه این اقدام نیز سال گذشته و در دوران انتخابات ریاست جمهوری، برای امکان تماس صوتی تلگرام انجام شده بود)
عدم طی مراحل قانونی امور اجرایی که با استفاده از ابزار قهریه و قضائیه صورت بگیرد، در تعارض با شعار «استقلال، آزادی، جمهوری اسلامی» و در نقطه مقابل دموکراسی قرار دارد.
اگر در عالی‌ترین سطح نظام، تصمیمی برای محدود کردن یا مسدودسازی ارتباطات مردم گرفته شده است، باید صاحبان واقعی این کشور که مردم هستند در جریان امور قرار بگیرند.

پایگاه اطلاع‌رسانی دولت نیز نوشت: فیلترینگ تلگرام توسط دولت اجرا نشده و مورد تأیید نیست.

### اعلام دائمی بودن فیلترینگ تلگرام
عبدالصمد خرم‌آبادی دبیر کارگروه تعیین مصادیق محتوای مجرمانه در ۲۲ اردیبهشت ۹۷ اعلام کرد که مردم به شایعات در خصوص این که فیلترینگ تلگرام موقت است توجه نکنند. فیلتر تلگرام دائمی و قطعی است. به حول و قوه الهی کشور ایران در فضای مجازی مستقل خواهد شد و ارتباطات مردم در این فضا هم از نظر سرعت و هم کیفیت و کمیت نسبت به گذشته افزایش خواهد داشت و تلگرام و سایر پایگاه‌های اینترنتی که قوانین کشور را نادیده گرفته‌اند هیچ جایی در آینده فضای مجازی کشور نخواهند داشت و انشالله استقلال و حاکمیت ملی در فضای مجازی تثبیت خواهد شد لذا تلگرام به هیچ وجه رفع فیلتر نخواهد شد.

### آغاز بستن فیلتر شکن‌ها
محمدجواد آذری جهرمی وزیر ارتباطات و فناوری اطلاعات در ۲۵ اردیبهشت ۹۷ در حاشیه مراسم رونمایی از پروژه‌های همراه اول همزمان با هفته ارتباطات، با اشاره به اختلالات ایجاد شده در خدمات اینترنتی به دلیل استفاده از فیلترشکن گفت: درست است که بسیاری از فیلترشکن‌ها خدمات ظاهری خوبی به کاربر ارائه می‌دهند و به همین دلیل کاربران به استفاده از آن‌ها علاقه‌مندند اما بنا به گزارش‌هایی که مراکز معتبر منتشر می‌کنند، این نوع نرم‌افزارها استفاده ضدامنیتی دارند و نوعی باج‌افزارند که به جمع‌آوری اطلاعات مشترکان اقدام می‌کنند و فراگیری و استفاده از فیلترشکن‌ها تبعات بسیار زیادی دارد.
وی در پاسخ به سؤالی مبنی بر نقش شرکت ارتباطات زیرساخت در مسدود کردن فیلترشکن‌ها گفت: اقدام شرکت زیرساخت این است که با فراگیری و استفاده از فیلترشکن‌ها، تحت دستوری که آقای رئیس‌جمهور دادند و در چارچوبی که شورای عالی فضای مجازی ارائه داده و منطق هم دارد، نباید اجازه دهد فضای کشور پر از باج‌افزار شود و باید جلوی این‌ها گرفته شود. به همین دلیل این حرکت برای مسدود کردن فیلترشکن‌ها آغاز شده و طبق قانون هم بوده است و مشکل مقرراتی دربارهٔ این مسئله وجود ندارد.

### حمله توییتری به جهرمی
بلافاصله پس از اعلام آذری جهرمی مبنی بر آغاز به کار بستن فیلترشکن‌ها کار بسیاری از فیلترشکن‌ها با اخلال مواجه شد. در تاریخ ۲۵ اردیبهشت ۹۷ تعدادی از کاربران با راه اندازی هشتگ #جهرمی_جلاد_سایبری در توییتر به انتقاد از وی پرداختند. تعدادی از کاربران نیز علاوه بر نقد حضور آذری جهرمی در توییتر که یکی از شبکه‌های اجتماعی فیلتر شده در ایران است اکانت وی در توییتر را ریپورت و بلاک کردند.

### مقاومت کاربران فضای مجازی
آذری جهرمی وزیر ارتباطات و فناوری اطلاعات در ۲۶ اردیبهشت ۹۷ با تأکید بر اینکه اقدام جدیدی در خصوص انسداد فیلترشکنها آغاز نشده است، خاطرنشان کرد: بر اساس شواهد، کاربران شبکه‌های اجتماعی در حال مقاومت در برابر دستور قضایی هستند و متأسفانه فیلترشکن‌ها در حال ترویج هستند و امنیت فضای مجازی با چالش مواجه شده است.
وی در ادامه گفت: مقابله با فیلترشکن‌ها کار ساده‌ای نیست؛ چرا که هم تنوع زیادی در این فیلترشکن‌ها وجود دارد و هم تعداد آن‌ها بسیار است و مکانیزم‌هایی که به کار می‌برند نیز به شدت پیچیده است. با این وجود ما چالش‌های ایجاد شده در زمینه امنیت فضای مجازی را حدود یک ماه پیش به صورت مکتوب به مسئولان مربوط از جمله قوه قضاییه ارائه کردیم. همچنین به‌طور منظم گزارش وضعیت و شرایط چالش‌های امنیتی به مرکز ملی فضای مجازی ارائه می‌شود.
آذری جهرمی با تأکید بر اینکه در کشور مجمع تشخیص مصلحت نظام، شورای عالی فضای مجازی و مجلس می‌توانند در این زمینه سیاستگذاری کنند، اضافه کرد: روزی بار عدم تکلیف رسانه ای روی دوش پلیس است و امروز این مشکل روی دوش وزارت ارتباطات و فناوری اطلاعات قرار گرفته است و فردا معلوم نیست چه می‌شود.
علاوه بر مخالفت‌های کاربران در شبکه‌های اجتماعی، نامه‌ای در بستر وبسایت کارزار جهت جمع‌آوری امضا خطاب به رئیس‌جمهور منتشر شد که ۷۸۹ نفر از فعالان فضای مجازی آن را امضا کردند. امضاکنندگان این نامه یادآور شدند که «با وجود هجوم تبلیغاتی گسترده پیام‌رسان‌های داخلی در ماه‌های اخیر، عوامل متعددی از جمله عدم اعتماد، نداشتن کیفیت مناسب و نبود مزیت رقابتی قابل توجه، سبب عدم اقبال عمومی به این اپلیکیشن‌ها شده که خود نشان‌دهنده عدم آمادگی این بسترها و مناسب نبودن برنامه‌ریزی‌هاست.» در این نامه مناسب‌ترین راه مقابله با «انحصار تلگرام» رفع فیلتر سایر شبکه‌های اجتماعی کاربردی نظیر فیسبوک، توییتر و یوتیوب و ایجاد فضای رقابتی واقعی برای اپلیکیشن‌های داخلی ذکر شده است.

### رشد بازدید از کانال‌های تلگرامی پس از فیلترینگ
در روز ۲۸ اردیبهشت ۹۷ آذری جهرمی با انتشار یک استوری در صفحه اینستاگرام خود اذعان داشت که بر اساس آمار منتشر شده توسط دانشگاه تهران تعداد بازدید از پست‌های منتشر شده در تلگرام بعد از فیلترینگ تلگرام تنها برای چند روز کاهش داشته است و پس از آن با فراگیر شدن استفاده از فیلترشکن‌ها و نسخه‌های فارسی تلگرام به آمار قبل از فیلترینگ نزدیک شده است.

آمار منتشر شده در کانال تلگرافی یا به صورت دقیق‌تر «سامانه هوشمند جمع‌آوری اخبار کانال‌های فارسی تلگرام» متعلق به آزمایشگاه شبکه‌های اجتماعی دانشکده برق و کامپیوتر دانشگاه تهران نشان می‌دهد نصب تلگرام‌های غیررسمی که واسطه‌ای برای دور زدن فیلترینگ هستند، افزایش چشمگیری داشته است.

طبق آمار این سامانه «رکورد مجموع بازدید کانال‌های فارسی تلگرام در روز پنجشنبه ۲۷ اردیبهشت با افزایش ۳۲۰میلیونی نسبت به یک روز قبل‌تر شکسته شد. ۱٫۶ میلیارد بازدید در یک روز؛ بی‌سابقه‌ترین روز بعد از گذشت ۱۷ روز از زمان آغاز فیلترینگ».

### ممنوعیت فعالیت صنفی در بستر تلگرام
عبدالصمد خرم‌آبادی دبیر کارگروه تعیین مصادیق محتوای مجرمانه و معاون قضایی دادستان کل کشور در امور فضای مجازی روز جمعه ۲۸ اردیبهشت ۹۷ با انتشار پستی در کانال خود در پیام رسان سروش اعلام کرد: فعالیت صنفی در بستر تلگرام ممنوع است. واحدهای صنفی و کسب و کارهای اینترنتی باید فعالیت‌های خود را به شبکه‌های اجتماعی داخلی منتقل نمایند.
معاون قضایی دادستان کل کشور می‌گوید در جلسه‌ای که در معاونت امور فضای مجازی دادستانی کل کشور برگزار شده، مقرر شده است که اگر واحدهای صنفی به فعالیت صنفی یا تبلیغاتی در تلگرام ادامه دهند، وزارت صنعت، معدن و تجارت و مراجع صنفی اقدامات قانونی لازم را به عمل آورند.
در این جلسه با تأکید بر اینکه فعالیت واحدهای صنفی در بستر تلگرام موجب ذخیره بخش عمده‌ای از کلان داده (big data) کشور در سامانه‌های رایانه‌ای خارجی و سوء استفاده بیگانگان از این داده‌ها خواهد شد و با توجه به مجرمانه بودن اقداماتی که موجب دسترسی بیگانگان به داده‌های عظیم کشور می‌شوند، مقرر شد:
1. مسئولان ذی‌ربط در وزارت صنعت، معدن و تجارت و اتاق اصناف ایران و اتحادیه‌های امور صنفی به کلیه واحدهای صنفی اعم از کسب و کارهای اینترنتی و غیر اینترنتی سراسر کشور اعلام و ابلاغ نمایند" از هرگونه فعالیت تبلیغاتی و خدماتی در پیام رسان فیلتر شده تلگرام اکیداً خودداری کنند و فعالیت‌های خود را به شبکه‌های اجتماعی بومی منتقل نمایند.
2. در صورتی که واحدهای صنفی پس از اطلاع‌رسانی به فعالیت صنفی یا تبلیغاتی خود در بستر شبکه اجتماعی تلگرام ادامه دهند، وزارت صنعت معدن تجارت و مراجع صنفی اقدامات قانونی لازم را بعمل آورند.[۱۰۵]

### اذعان مسئولان به ناکارآمدی فیلترینگ تلگرام
در ۲۹ اردیبهشت ۹۷ رمضانعلی سبحانی فر رئیس کمیته مخابرات و ارتباطات مجلس اعلام کرد: «بازکردن عرصه فعالیت اپلیکیشن‌های داخلی به بهای تشدید فیلترینگ تلگرام و کاهش سرعت اینترنت نه تنها موجب کاهش اقبال عمومی مردم به خدمات و سرویس‌های متنوع و گسترده این نرم‌افزار قدرتمند اجتماعی نشده بلکه موجب به مخاطره افتادن فضای سیاسی، امنیتی و اخلاقی جامعه به دلیل شدت نصب فزاینده فیلترشکن‌ها در گوشی‌های تلفن همراه عموم مردم شده است.»
نماینده مردم سبزوار در مجلس بررسی اقبال مردم به اپلیکیشن‌های فیلتر شده در پی ارتقاء خدمات و سرویس‌های ارائه شده این شرکت‌ها را بسیار مهم دانست و خواستار بررسی عملکرد اَپ‌های ایرانی نظیر سروش، ایتا، بله، گپ و آی‌گپ شد. وی به مسؤولان وزارت ارتباطات و فناوری اطلاعات هم پیشنهاد داد اختصاص میلیاردها تومان بودجه به اپلیکیشن‌های داخلی را منوط به میزان موفقیت و تأثیرگذاری آن‌ها در جلب نظر مخاطبان داخلی کنند.
در ۲۳ آذر ۹۷ سید احمد علم الهدی امام جمعه مشهد گفت: «رهبری فرمودند تلگرام فیلتر و تعطیل شود؛ اما این نرم‌افزار به صورت اسمی، فیلتر شد. در کنارش، دو نرم‌افزار ایجاد کردند تا تلگرام بر فضای مجازی مسلط باشد. اتوبان چهار بانده به دشمن داده شده ولی جاده خاکی به مدافعان داخلی می‌دهند.»
این سخنان با واکنش حمید فتاحی معاون وزیر ارتباطات و فناوری اطلاعات قرار گرفت. وی با بیان اینکه مشکل پیامرسان‌های داخلی جای دیگری است اعلام کرد طی دو هفته آتی بیش از هزار گیگابیت بر ثانیه از ظرفیت شبکه ملی اطلاعات به پیام‌رسان‌های داخلی اختصاص می‌دهیم تا ثابت کنیم مشکل پیامرسان‌های داخلی مسیر ۴ بانده و ۶ بانده نیست.
رئیس‌جمهور حسن روحانی در دیدار وزیر، معاونین و مدیران وزارت ارتباطات و فناوری اطلاعات با تأکید بر اینکه «مبارزه با خواست عموم مردم، شرعی و قانونی نیست»، اشتباه بودن سیاست فیلترینگ را یادآور شد.

## تلگرام طلایی و هاتگرام
در ۱۲ اسفند ۹۷ امیر خوراکیان، معاون فرهنگی، اجتماعی و امور محتوایی مرکز ملی فضای مجازی ادعا کرد که ما به اهدافمان از فیلتر تلگرام رسیده‌ایم و قوه قضائیه به هاتگرام و تلگرام طلایی فرصت داده است و دربارهٔ مسدودسازی آن‌ها هم این قوه باید تصمیم بگیرد. وی در مورد اهداف فیلتر تلگرام گفت: یک هدف اصلی ما این بود که جلوی رشد تلگرام گرفته شود که این اتفاق افتاد. هدف دوم این بود که مردم بدانند فضای تلگرام فضای غیرقانونی و ناامنی است، چون این فضا در حال حرکت به سمت فعالیت‌های اقتصادی گسترده‌تر بود. بحث پول مجازی و خطر جذب سرمایه‌های عمومی و پول در گردش وجود داشت که خطرات بزرگی برای اموال و دارایی‌های مردم محسوب می‌شد. این احتمال وجود داشت که در آینده اگر چنین اتفاقی رخ دهد، با جمع‌آوری پول‌های مردم و با تصمیمی مشابه تصمیم اخیر اپل، یعنی تحریم تلگرام، سرمایه‌های مردم از بین برود. پس از آن افکار عمومی این سؤال را مطرح می‌کنند که اگر این فضا غیرقانونی بود چرا کسی اعلام نکرد؟ چرا همه نهادها در این فضا فعالیت می‌کردند؟ با این اعلام موضع و اتفاقی که رخ داد مردم متوجه شدند این نرم‌افزاری است که فضای قانونی و امنی ندارد. نکته سوم اینکه ترافیک تلگرام به‌شدت کاهش پیدا کرده است. ممکن است افرادی که قبلاً از تلگرام استفاده می‌کردند الآن هم این پیام‌رسان را داشته باشند، اما قطعاً این میزان استفاده به شدت کاهش پیدا کرده است.
فیروزآبادی با بیان اینکه برای راه اندازی تلگرام طلایی و هاتگرام نیاز به ۲۵۰ میلیارد تومان سرمایه نیاز است و این بودجه تا الان در اختیار قرار نگرفته

## تلگرام‌های غیررسمی
تعداد زیادی ازجمله تلگرام طلایی، هاتگرام و موبوگرام قبل و بعد از فیلترینگ ساخته شدند و در زمان‌های مختلف به دلیل نامعتبر بودن و دزدی اطلاعات کاربران از سرور جدا و قطع شدند.

### دستور رفع اختلالات ناشی از فیلترینگ
محمد جواد آذری جهرمی، وزیر ارتباطات و فناوری اطلاعات، در روز سه شنبه ۱ خرداد ۹۷، اپراتورها و شرکت‌های ارائه دهنده خدمات اینترنت را مکلف کرد که طی حداکثر ۲۴ ساعت آینده، اختلالات اینترنتی به وجود آمده در پی فیلترینگ تلگرام را برطرف کنند.
در ۳ خرداد ۹۷ فاطمه حسینی نماینده مردم تهران در مجلس شورای اسلامی خواستار پاسخگویی وزیر ارتباطات و فناوری اطلاعات نسبت به کاهش سرعت اینترنت شد. وی افزود عدم پاسخگویی آذری جهرمی منجر به طرح سؤال از وی در صحن مجلس خواهد شد.

## شایعات آزادسازی تلگرام
۳۰ اردیبهشت ۹۷: برخی رسانه خبری مبنی بر آزادسازی موقت تلگرام منتشر کردند. در این شایعه که ساعتی بعد توسط معاون دادستان کل کشور تکذیب شد ادعا شده بود بازپرس شعبه دوم دادسرای فرهنگ و رسانه تهران اعلام کرده است: تمامی ارائه دهندگان خدمات دسترسی به اینترنت کشور خصوصاً شرکت ارتباطات زیر ساخت و اپراتورهای تلفن و دارندگان پروانه ارائه خدمات ارتباطات ثابت مکلف هستند از تاریخ ۹۷/۰۲/۲۹ نسبت به اعمال آزادسازی کامل وب سایت و اپلیکیشن شبکه اجتماعی تلگرام اقدام نمایند.
معاون دادستان کل کشور دربارهٔ خبر صدور دستور رفع فیلتر تلگرام از سوی بازپرس شعبه دوم دادسرای فرهنگ و رسانه تهران گفت: با این بازپرس صحبت کردم و این خبر از اساس کذب است عبدالصمد خرم‌آبادی دبیر کارگروه تعیین مصادیق محتوای مجرمانه در پاسخ به این سؤال که آیا خبر صدور دستور رفع فیلتر تلگرام از سوی بازپرس شعبه دوم دادسرای فرهنگ و رسانه تهران صحت دارد، اظهار داشت: با این بازپرس صحبت کردم و این خبر از اساس کذب است.
وی گفت: پراکندن این شایعات نشان می‌دهد که فیلتر تلگرام مؤثر واقع شده و عده‌ای که منافع‌شان به دلیل فیلترینگ به خطر افتاده برای جلوگیری از ضرر اقدام به این شایعه سازی‌ها می‌کنند.
۱ خرداد ۹۷: صفحه اینستاگرامی منتسب به لعیا جنیدی، معاون حقوقی حسن روحانی نسبت به احتمال رفع فیلتر تلگرام خبر داد. ساعتی بعد مشخص شد که صفحه مذکور جعلی است و این خبر تکذیب شد. عبدالصمد خرم‌آبادی معاون دادستان کل کشور در این باره گفت: رفع فیلتر تلگرام تا جمعه، صحت ندارد و فیلتر تلگرام قطعی و دائمی است.
۱ مرداد ۹۷: با افزایش درگیری لفظی بین ترامپ و روحانی و افزایش ناگهانی قیمت ارز شایعاتی مبنی بر رفع فیلتر تلگرام شکل گرفت. با گسترش این شایعات عبدالصمد خرم‌آبادی نسبت به این شایعات واکنش نشان داد و گفت: «تلگرام هرگز رفع فیلتر نخواهد شد. شایعه بی‌اساس رفع فیلتر تلگرام که به منظور تنفس مصنوعی به پیکر نیمه جان این شبکه هر از چندگاهی منتشر می‌شود، نمی‌تواند روند مهاجرت مردم به پیام رسان‌های داخلی را متوقف کند.
ان‌شاءالله با برنامه‌ریزی‌های انجام شده در آینده نزدیک با برطرف شدن برخی از موانع، مهاجرت به پیام رسان‌های داخلی تکمیل شده و گام بلندی در تحقق شبکه ملی اطلاعات برداشته خواهد شد».
۶ بهمن ۹۷: محمدجواد کولیوند نماینده مردم کرج، فردیس، اشتهارد و آسارا در مجلس شورای اسلامی اعلام کرد در این مدت کارهای خوبی برای ایجاد بستری برای فعالیت پیامرسان‌های داخلی انجام شده و اگر این اتفاق رخ دهد، بعد می‌توان تلگرام را رفع فیلتر کرد تا هر کسی برای استفاده از پیام رسان داخلی و خارجی حق انتخاب داشته باشد. در حال حاضر صحبت‌هایی از رفع فیلتر تلگرام مطرح شده است اما مطمئناً شورای عالی فضای مجازی برای این موضوع شروطی خواهد گذاشت.
صحبت‌های این نماینده با واکنش دبیر کارگروه تعیین مصادیق محتوای مجرمانه و معاون دادستان کل کشور روبرو شد. آن‌ها با تصریح این موضوع که تلگرام با دستور قضائی فیلتر شده و هیچ مرجعی هم جز دستگاه قضائی حق اظهار نظر در خصوص رفع فیلتر آن را ندارد اعلام کردند تاکنون مطلبی در دبیرخانه کارگروه نسبت به رفع فیلتر تلگرام مطرح نشده و اساساً رفع فیلتر تلگرام منتفی است و هر گونه فعالیت دستگاه‌های دولتی در تلگرام و پوسته‌های فارسی آن اعم از هاتگرام و طلاگرام غیرقانونی است.

## پراکسی MTProto
تلگرام اوایل خرداد ۹۷ با انتشار نسخه جدید امکان اتصال به تلگرام از طریق پراکسی MTProto را ایجاد کرد. گفته می‌شود ایجاد از جمله تلاش‌ها در راستای ارائه نسخه بلاک چین است. در نسخه جدید کاربر می‌تواند با استفاده از لینکی که در اختیار دارد پراکسی را روی تلگرام خود فعال کند.
پروکسی MTProto در آخرین نسخه تلگرام برای دسکتاپ، مک‌اواس، اندروید و ورژن ۵ تلگرام ایکس مخصوص IOS قابل دسترسی است.
این پروتکل امنیتی جدید در راستای دور زدن فیلترینگ و توسط تیم تلگرام توسعه داده شده است.
پروتکل ام‌تی‌پروتو چیزی مانند Https است ولی برای پیام‌رسان‌ها و همین‌طور با یک تغییر قابل توجه. پروتکل Https رابط میان کاربران و سرور است ولی در پروتکل MTProto انتقال پیام‌های رمزنگاری شده به صورت «کاربر به کاربر» (Client to Client) انجام می‌شود.
به این صورت که در حال معمول پیام رمزنگاری شده از سوی کاربر به سرور منتقل شده، آنجا رمزگشایی می‌شود و مجدداً برای ارسال به سوی کاربر دیگر رمزنگاری مجدد می‌شود؛ ولی در MTProto جدید، پیام رمزنگاری شده به سوی سرور فرستاده می‌شود و در آنجا بدون رمزگشایی به‌طور مستقیم به سوی گیرنده ارسال می‌شود. با چنین مکانیزمی امکان شنود پیام‌ها در سرور از میان می‌رود.
از آنجا که این پروتکل ترکیبی از HTTP و SSH امکان مسدود کردن آن وجود ندارد و در صورت مسدود کردن کامل آن دسترسی به کل اینترنت با مشکل مواجه خواهد شد.
این نوع پراکسی به دلیل سهولت دسترسی و سرعت بالای ساخت و انتشار، کار را برای فیلترینگ کامل تلگرام سخت کرد و هم‌اکنون این پیام رسان با وجود فیلترینگ گسترده در دسترس می‌باشد.
در هفته دوم اردیبهشت ماه ۹۹، در کانال‌های انتشاردهندهٔ پراکسی‌های MTProto، شایعاتی مبنی بر فیلتر شدن پراکسی‌ها منتشر شد و در همین روزها طبق گزارش کاربران، پراکسی‌ها غیرفعال بود و دسترسی به تلگرام با پراکسی، تقریباً غیرممکن شده بود اما از خرداد ۹۹ بسیاری از کانال‌های پروکسی از ربات‌های انتشار دهنده پروکسی خود رونمایی کردند؛ این ربات‌ها در هر پانزده دقیقه یک پروکسی جدید برای کاربران خود ارسال می‌کنند و حاوی یک لینک پروکسی اضطراری هم برای شرایطی که افراد به هر دلیلی پروکسی‌های جدید را دریافت نکرده‌اند است.

## ایجاد اختلال در دسترسی به تلگرام
در ۸ مرداد ۹۷ دسترسی به تلگرام در ایران و جهان با مشکل مواجه شد به طوری که ارتباط با آن حتی به وسیله فیلترشکن نیز برای کاربران ممکن نبود.
در همین راستا کمپین حقوق بشر ایران اعلام کرد شرکت مخابرات ایران به منظور تشدید فیلتر پیام‌رسان تلگرام و کم اثر کردن یا بلااستفاده کردن فیلترشکن‌ها برای دسترسی به این پیام‌رسان، مسیر آدرس‌های آی. پی تلگرام را تغییر داده است.
این تغییر مسیر دسترسی به تلگرام، نه تنها بر کاربران داخل ایران، بلکه با توجه به سرقت بردن آی‌پی‌ها، در خارج از مرزهای ایران نیز تأثیرگذار بود.
محمدجواد آذری جهرمی، وزیر ارتباطات ایران نیز در توییتر خود نوشته براساس گزارش‌هایی که دریافت کرد، «مخابرات ایران روز ۸ مرداد ۹۷ از ساعت چهار تا شش بامداد درگیر تغییر توپولوژی و تجمیع شبکه استانی خود در شیراز و بوشهر بوده است. در صورت تأیید خطا، چه سهوی یا عمدی، مخابرات ایران جریمه سنگینی خواهد شد.»
مأموریت پیگیری این موضوع به سازمان تنظیم مقررات محول شد.
در صورتی که دولت ایران آدرسی که به تلگرام می‌رسد را منحرف کند و به سمت سرورهای شرکت مخابرات بفرستد، سرورهای دیگر در جهان نیز با آپدیت کردن این آدرس ممکن است برای مدتی -حتی خیلی کوتاه- آدرس غلطی را به مخاطب خود برای دسترسی به تلگرام بدهند و به این ترتیب دسترسی به تلگرام نه تنها در ایران بلکه در دیگر کشورهای جهان نیز مختل شود.
سرقت IP که به تغییر مسیر و آدرس‌دهی شبکه اینترنت منجر می‌شود، اعتبار وزارت ارتباطات و فناوری اطلاعات ایران را در سطح جهان خدشه‌دار می‌کند. سرقت بی‌جی‌پی همچون فریب دادن اداره پست با استفاده از نشانی دیگران و بازکردن بسته پستی آن‌ها است و مشخص نیست که ایران با چه هدفی به اختلال در شبکه جهانی برای قطع ارتباط کاربران با تلگرام اقدام کرده است.
در رسانه‌های بین‌المللی از احتمال مرتبط بودن این اقدام با فراخوان‌ها در شبکه‌های اجتماعی برای انجام تظاهرات طی روز سه‌شنبه ۹ مرداد ۹۷ در شهرهای ایران سخن گفته‌اند.
با توجه به استراتژیک بودن موقعیت تلگرام در ایران، احتمال تصادفی بودن این اتفاق، خیلی خیلی کم است.

## قابلیت حذف دو طرفه
در ۲۵ مارس ۲۰۱۹ (۵ فروردین ۹۸) تلگرام بروزرسانی بزرگی ارائه کرد که مهم‌ترین ویژگی آن، قابلیت حذف پیام‌های خود و حتی طرف مقابل در یک چت خصوصی بود. با این ویژگی جدید هر کاربری می‌تواند تعدادی مشخص یا تمامی پیام‌های رد و بدل شده میان خود و طرف مقابل را حذف کند؛ به طوری که هیچ اثری از این پیام‌ها حتی برای کاربر مقابل باقی نماند. از طرفی ویژگی دیگری در تلگرام وجود داشت که کاربر می‌توانست تا ۲۴ ساعت، پیام‌هایی که در چت خصوصی ارسال کرده را حذف کند، با انتشار ویژگی جدید، محدودیت زمانی این قابلیت نیز برداشته شد. این قابلیت جدید مخالفان زیادی داشت و سرانجام دورف را مجبور کرد تا یک نظرسنجی در کانال خود در تلگرام قرار دهد. به گفته مخالفان، با این ویژگی جدید در تلگرام، هر فردی می‌تواند هرگونه پیامی را منتشر کند یا برای افراد مزاحمت ایجاد کند یا هر نوع دروغ، کلاهبرداری، قاچاق اسلحه و اعضای بدن و حتی فعالیت تروریستی را انجام دهد و در آخر به راحتی تمام پیام‌های خود و طرف مقابلش را پاک کند و هیچ اثری از خود به جای نگذارد. همچنین مخالفان می‌گویند که قابلیت حذف دوطرفه پیام، تلگرام را به یک پیامرسان ناامن تبدیل کرده است.

## تأثیر اندک فیلترینگ در کاهش استفاده از تلگرام
تلگرام بیش از ۴۹ میلیون کاربر ایرانی و بیش از دو میلیون و هشتصد کانال دارد که در طول سال بیش از نه صد میلیون پست منتشر می‌کنند.
این تعداد پست در مجموع بیش از ۱۷۰ میلیارد نمایش یونیک به خود اختصاص می‌دهد که این نشانگر آن است که هنوز تلگرام به عنوان پیام رسان در کاربردهای مختلف برای کاربران ایرانی کارد دارد. همچنین در بررسی مرکز بتا مشخص شد بیش از ۲٫۵ میلیون سوپر گروه فعال و پر مخاطب که سهم جدی در میان کاربران دارند در حال حاضر در حال فعالیت هستند.
از سوی دیگر کانال‌هایی با دنبال کننده بیش از یک میلیون کاربر به بیش از ۱۶۰ کانال می‌رسد و همچنین بیش از ۴۵۰ کانال با دنبال کننده بیش از ۵۰۰هزار دنبال کننده وجود دارد.
نکته مهم دیگر متوسط نمایش هر پست است که در حال حاضر در حدود ۷۰۰تا۱۰۰۰ نمایش برای پست در تلگرام فارسی مشخص شده است که این عدد در ماه‌های غیر فیلترینگ سال ۹۶ در حدود ۱۲۰۰تا۱۰۰۰نمایش برای هر پست بوده است. در سال ۱۳۹۹ حدود ۷۰۰تا۸۰۰ نمایش برای هر پست هست که در سال ۱۴۰۰ به علت انتخابات و پیگیری اخبار انتخابات از طریق تلگرام در بازه ای با افزایش روبرو بوده است.
از طرفی فعالیت حال کانال‌ها نسبت به کل کانال‌ها در حال حاضر در حدود ۹تا ۱۷ درصد است. به بیان بهتر به صورت روزانه در حدود ۹تا۱۷ درصد کل کانال حداقل یک پست منتشر می‌کنند که این تفاوت به ماه‌های منتهی به انتخابات و بعد از آن بر می‌گردد. آنچه مهم هست این است که این عدد در ماه‌های قبل از فیلترینگ در حدود ۱۵ تا ۲۰ درصد کانال فعالیت روزانه داشته‌اند. البته این عدد حاصل تقسیم کانال‌های فعال در یک روز به کل کانال است پس ممکن است بعضی کانالها فعالیت روزانه نداشته باشند ولی به صورت متوسط این درصد کانال‌ها در یک روز فعال هستند.

## افزایش استفاده از تلگرام و پروکسی بعد از فیلترینگ گسترده اینترنت
از ۳۰ ام شهریور ماه ۱۴۰۱، اینستاگرام و واتس‌اپ در ایران فیلتر شدند و برای ساعات بسیاری اینترنت اپراتورها ملی شد؛ علاوه بر فیلترینگ یک سری از پلتفرم‌ها، امکان استفاده از ابزارهای تغییر IP نیز سخت‌تر از گذشته شده است. نتایج نشان می‌دهد که با وجود فیلتر بودن تلگرام، میزان بازدید از پیام‌ها و پست‌های این پیام رسان از حدود ۱٫۲ میلیارد بازدید در بازه زمانی ۱۵ مرداد تا ۱۵ شهریور، به حدود ۲٫۸ میلیارد بازدید در فاصله ۱۵ شهریور تا ۱۵ مهرماه افزایش یافته و بیش از دو برابر شده است. همچنین تعداد کانال‌های پروکسی از ۳۰ شهریور تا ۲۵ آذر نسبت به ۵ تیر تا ۲۹ شهریور، پنج برابر شده و مجموع بازدید پست‌های این کانال‌ها هم از دو میلیارد به ۶ میلیارد رسیده است. بر اساس یافته‌های این گزارش، تعداد پست‌های منتشرشده در این کانال‌ها در سه ماه اخیر افزایش دو برابری داشته و از ۵۲۱ هزار پست به مجموعاً یک میلیون پست رسیده است. این افزایش دو برابری طبعاً در خصوص میانگین روزانه انتشار نیز رخ داده و این میزان از ۶ هزار پست به ۱۲ هزار پست رسیده است. بخش دیگری از این گزارش نشان می‌دهد روز ۳۱ شهریور، یعنی یک روز پس از شروع اعمال محدودیت برای اینترنت و روند فیلترینگ، میزان انتشار پروکسی در کانال‌های تلگرام پنج برابر رشد کرده و از حدود پنج هزار به ۲۵ هزار پروکسی منتشرشده رسیده است.